# Bhiwandi
Bhiwandi là một thành phố và là nơi đặt hội đồng đô thị (municipal council) của quận Thane thuộc bang Maharashtra, Ấn Độ.

## Địa lý
Bhiwandi có vị trí 19°18′B 73°04′Đ / 19,3°B 73,07°Đ Nó có độ cao trung bình là 24 mét (78 foot).

## Nhân khẩu
Theo điều tra dân số năm 2001 của Ấn Độ, Bhiwandi có dân số 598.703 người. Phái nam chiếm 61% tổng số dân và phái nữ chiếm 39%. Bhiwandi có tỷ lệ 66% biết đọc biết viết, cao hơn tỷ lệ trung bình toàn quốc là 59,5%: tỷ lệ cho phái nam là 72%, và tỷ lệ cho phái nữ là 56%. Tại Bhiwandi, 14% dân số nhỏ hơn 6 tuổi.